# Stagmomantis centralis
Stagmomantis centralis es una especie de mantis de la familia Mantidae.

## Distribución geográfica
Se encuentra en Costa Rica, México, Panamá,  Venezuela, Trinidad y Colombia.